# Cadmiumsulfide
Cadmiumsulfide is het sulfide van cadmium, met als brutoformule CdS. De stof komt voor als lichtgele of oranje kristallen of als een geel tot bruin kristallijn poeder. De stof is zeer slecht oplosbaar in water. Vanwege de intense kleur van de verbinding wordt zij gebruikt als pigment (cadmiumgeel).
Cadmiumsulfide komt in de natuur voor onder de vorm van twee mineralen: het kubische hawleyiet en het hexagonale greenockiet.

## Synthese
Cadmiumsulfide kan worden bereid door een neerslagreactie van oplosbare cadmiumzouten en het sulfide-ion (bijvoorbeeld via een waterstofsulfide-oplossing in water).
Op industriële schaal wordt cadmiumsulfide geproduceerd als dunne films om te gebruiken in onder andere LDR's. Hierbij wordt gebruikgemaakt van de hydrolyse van thio-ureum als bron van waterstofsulfide-ionen en een oplossing van een ammoniumzout of ammoniak, om als buffer te dienen. De reacties verlopen als volgt:
{\displaystyle \mathrm {Cd^{2+}\ +\ 4\ NH_{3}\longrightarrow \ [Cd(NH_{3})_{4}]^{2+}} }
{\displaystyle \mathrm {(NH_{2})_{2}CS\ +\ OH^{-}\longrightarrow \ SH^{-}\ +\ H_{2}O\ +\ H_{2}CN_{2}} }
{\displaystyle \mathrm {SH^{-}\ +\ [Cd(NH_{3})_{4}]^{2+}\longrightarrow \ CdS\ +\ NH_{4}^{+}\ +\ 3\ NH_{3}} }
Het voordeel van deze manier van werken is dat de sulfide-ionen enerzijds gelijkmatig in de hele oplossing ontstaan in plaats van lokaal in een zeer grote overmaat aanwezig te zijn, en anderzijds langzaam vrijkomen waardoor de totale concentratie laag blijft en de neerslagreactie gelijkmatig verloopt.

## Toepassingen
Cadmiumsulfide is een halfgeleider, met een band gap van 2,42 eV, en kent een groot aantal toepassingen in allerhande lichtdetectoren.
De stof is wordt ook gebruikt als anorganisch cadmiumpigment, echter na stabilisatie met onder andere cadmiumtelluride en kwik(II)sulfide. Cadmium(II)sulfide geeft een oranje tot gele kleur af, en wordt daarom ook cadmiumgeel genoemd.

## Ontdekking als het pigment cadmiumgeel
Er is wel gesuggereerd dat al duizenden jaren het natuurlijke mineraal greenockiet vermalen is voor het verwerven van een gele kleur maar het is in feite in nog geen enkel voorwerp door onderzoek aangetoond.

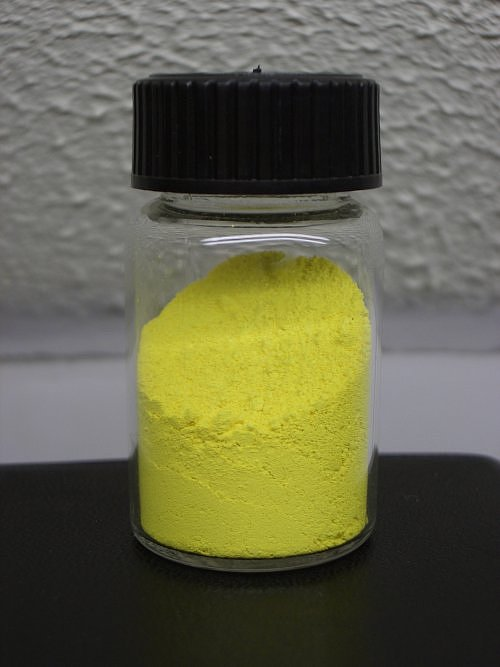
Een potje cadmiumgeel

In 1817 werd het pigment cadmiumgeel bij toeval ontdekt door de chemicus Friedrich Stromeyer. Hem was door het bestuur van de stad Hildesheim verzocht te onderzoeken of de apotheken van die plaats als huidzalf in plaats van zinkoxide zinkcarbonaat verkochten. Om dat te testen verhitte Stromeyer de zalf, wat een zinkcarbonaat in het witte zinkoxide zou moeten veranderen. In plaats daarvan ontstond een substantie met een gele kleur. Dat zou kunnen duiden op een verontreiniging met lood maar de aanwezigheid daarvan wist Stromeyer niet aan te tonen. Hij bezocht daarop de fabriek te Salzgitter die de stof aan de apothekers geleverd had, alwaar hij te horen kreeg dat ze opzettelijk zinkcarbonaat verkochten omdat bij pogingen zinkoxide te produceren steeds de ongewenste gele verkleuring optrad. Stromeyer ontdekte hierop dat de verontreiniging veroorzaakt werd door een nog onbekend element, cadmium.
De ontdekking van cadmium was van groot natuurkundig belang maar Stromeyer ontging ook de praktische waarde van het gele cadmiumsulfide niet: al in 1819 suggereerde hij dat het een belangrijke aanvulling zou kunnen zijn voor het palet van de kunstschilder. De stof was namelijk veel helderder dan het toen meest gebruikte gele pigment, Napelsgeel. Wegens de lastige productie duurde het echter geruime tijd voordat cadmiumsulfide ook werkelijk in de schilderkunst kon worden ingezet. Pas in 1835 duikt het voor het eerst in de catalogi van pigmenthandelaren op. Eerst in de jaren veertig van de negentiende eeuw is er een wat grotere industriële productie. Het pigment had in het begin een vrij slechte reputatie omdat het onder invloed van luchtverontreiniging omgezet werd in het kleurloze cadmiumsulfaat en de kleur zo "verkalkte". Toen later olieverf steeds meer industrieel geproduceerd werd in plaats van zelf gewreven door de schilder, verdwenen deze problemen goeddeels doordat de pigmentkorrels gelijkmatiger door olie beschermd werden. Een andere bedreiging van de stabiliteit werd gevormd door allerlei slecht gecontroleerde productiemethoden waardoor het eindproduct wel 20% vrij zwavel kon bevatten of 30% cadmiumoxalaat. Het zwavel kon makkelijk reageren met loodwit met een snelle verdonkering tot gevolg. In de negentiende eeuw werd het pigment soms verkocht onder allerlei fantasienamen zoals aurorageel, briljantgeel, Mutriegeel en oriëntgeel. Omgekeerd gebeurde het dat allerlei goedkopere gele pigmenten onder de naam cadmiumgeel werden aangeboden. Een geelgroene tubekleur die als "cadmiumgroen" op de markt gebracht wordt, is een mengsel van cadmiumgeel met vert émeraude.
Gedurende de twintigste eeuw werd het pigment steeds populairder, ondanks de vrij hoge prijs. De kinderziekten uit de negentiende eeuw werden overwonnen zodat de zuiverheid en daarmee de stabiliteit van het product gegarandeerd kon worden. Goede even stabiele alternatieven waren er niet. De industriële toepassing als pigment werd sterk vergroot doordat het ook plastics kon kleuren. In de eenentwintigste eeuw begon men zich echter in toenemende mate zorgen te maken over de giftigheid.
Cadmiumgeel is in de Colour Index het PY 37. Het is op zich redelijk lichtecht maar gevoelig voor zwaveldioxide in de lucht. Ook kan zich onder inwerking van vocht en licht cadmiumcarbonaat vormen. Wat onder de naam "cadmiumgeel" verkocht wordt, is een variant met veel grotere pigmentkorrels wat de kleur naar het oranje doet zwemen maar de lichtechtheid vergroot. Het gelere maar minder kleurechte pigment, met kleine korrels, wordt wel als "cadmiumgeel citroen" aangeduid; daarin kan zich ook een component aan cadmiumcarbonaat bevinden. Cadmiumgeel kan reageren met verbindingen van koper en/of arsenicum, vooral Veronesegroen; die worden tegenwoordig echter niet meer gebruikt. Het is gevoelig voor de inwerking van zuren. Hoewel kalkbestendig is het daarom minder geschikt voor fresco. Cadmiumgeel is sterk dekkend. Het is zeer hittebestendig. Het kleurend vermogen is matig. De prijs is hoog. Ook al is de stof in olieverf verwerkt, dan blijft de giftigheid een probleem: de stof kan via de huid opgenomen worden en al een minieme absorptie kan leiden tot orgaanschade. Penselen en kwasten moeten daarom niet met de vingers gereinigd worden. Verffabrikanten waarschuwen ervoor het pigment met de airbrush aan te brengen. Een Zweeds verzoek het gebruik in kunstschildersverven helemaal te verbieden, overigens met als hoofdargument de milieuvervuiling, werd op 28 oktober 2015 door de Europese Unie afgewezen. Goedkopere organische vervangers zijn intenser, veel minder giftig en tegenwoordig minstens even lichtecht maar minder dekkend.

## Toxicologie en veiligheid
De stof ontleedt bij verhitting met vorming van giftige dampen, onder andere zwaveloxiden. Cadmiumsulfide reageert met sterk oxiderende stoffen. Ze reageert tevens met zuren, waardoor het giftig waterstofsulfide vrijkomt. Een voorbeeldreactie is die met zoutzuur:
{\displaystyle \mathrm {CdS\ +\ 2\ HCl\longrightarrow \ CdCl_{2}\ +\ H_{2}S} }
Bij langdurige of herhaalde blootstelling boven de drempelwaarde (0,002 mg/m³) kunnen er effecten op de nieren, de longen en het beenweefsel optreden, met als gevolg een verstoorde nierwerking, longaandoeningen en beenderzwakte. De stof is kankerverwekkend bij de mens.